# Бомбей-Біч (Каліфорнія)
Бомбей-Біч (англ. Bombay Beach) — переписна місцевість (CDP) в США, в окрузі Імперіал штату Каліфорнія. Населення — 231 особа (2020).

## Географія
Бомбей-Біч розташований за координатами 33°21′18″ пн. ш. 115°43′50″ зх. д. / 33.35500° пн. ш. 115.73056° зх. д. (33.354962, -115.730484).  За даними Бюро перепису населення США в 2010 році переписна місцевість мала площу 2,44 км², уся площа — суходіл.

## Демографія
Згідно з переписом 2010 року, у переписній місцевості мешкало 295 осіб у 175 домогосподарствах у складі 68 родин. Густота населення становила 121 особа/км².  Було 449 помешкань (184/км²).
Расовий склад населення:
| - 75,6 % — білих - 12,5 % — чорних або афроамериканців - 2,7 % — корінних американців - 0,3 % — азіатів - 7,5 % — осіб інших рас |

До двох чи більше рас належало 1,4 %. Частка іспаномовних становила 20,0 % від усіх жителів.
За віковим діапазоном населення розподілялося таким чином: 10,2 % — особи молодші 18 років, 50,8 % — особи у віці 18—64 років, 39,0 % — особи у віці 65 років та старші. Медіана віку мешканця становила 58,5 року. На 100 осіб жіночої статі у переписній місцевості припадало 113,8 чоловіків;  на 100 жінок у віці від 18 років та старших — 108,7 чоловіків також старших 18 років.
За межею бідності перебувало 35,2 % осіб, у тому числі 70,0 % дітей у віці до 18 років та 28,0 % осіб у віці 65 років та старших.
Цивільне працевлаштоване населення становило 32 особи. Основні галузі зайнятості: будівництво — 34,4 %, освіта, охорона здоров'я та соціальна допомога — 31,3 %, мистецтво, розваги та відпочинок — 18,8 %, виробництво — 15,6 %.